# 剑川节度
剑川节度，唐贞元十年（794年）南诏改宁北节度置，治所在剑川城（今云南省剑川县）。为南诏六节度之一。辖境约当今云南省剑川、福贡、兰坪、洱源、鹤庆等县地。乾符年间铁桥节度并入，辖境北部、东部扩展。大理国后期废。 